# Parafia św. Andrzeja Apostoła w Kucharzowicach
Parafia św. Andrzeja Apostoła w Kucharzowicach – parafia rzymskokatolicka w dekanacie Wiązów w archidiecezji wrocławskiej. Erygowana w XIV wieku.
Obsługiwana przez księży archidiecezjalnych.
Miejscowości należące do parafii: Bąków i Kucharzowice.

## Parafialne księgi metrykalne
| Księgi metrykalne | Okres ewidencji |
| ----------------- | --------------- |
| chrztów           | od 1968         |
| ślubów            | od 1968         |
| zgonów            | od 1968         |